# Sittbänk

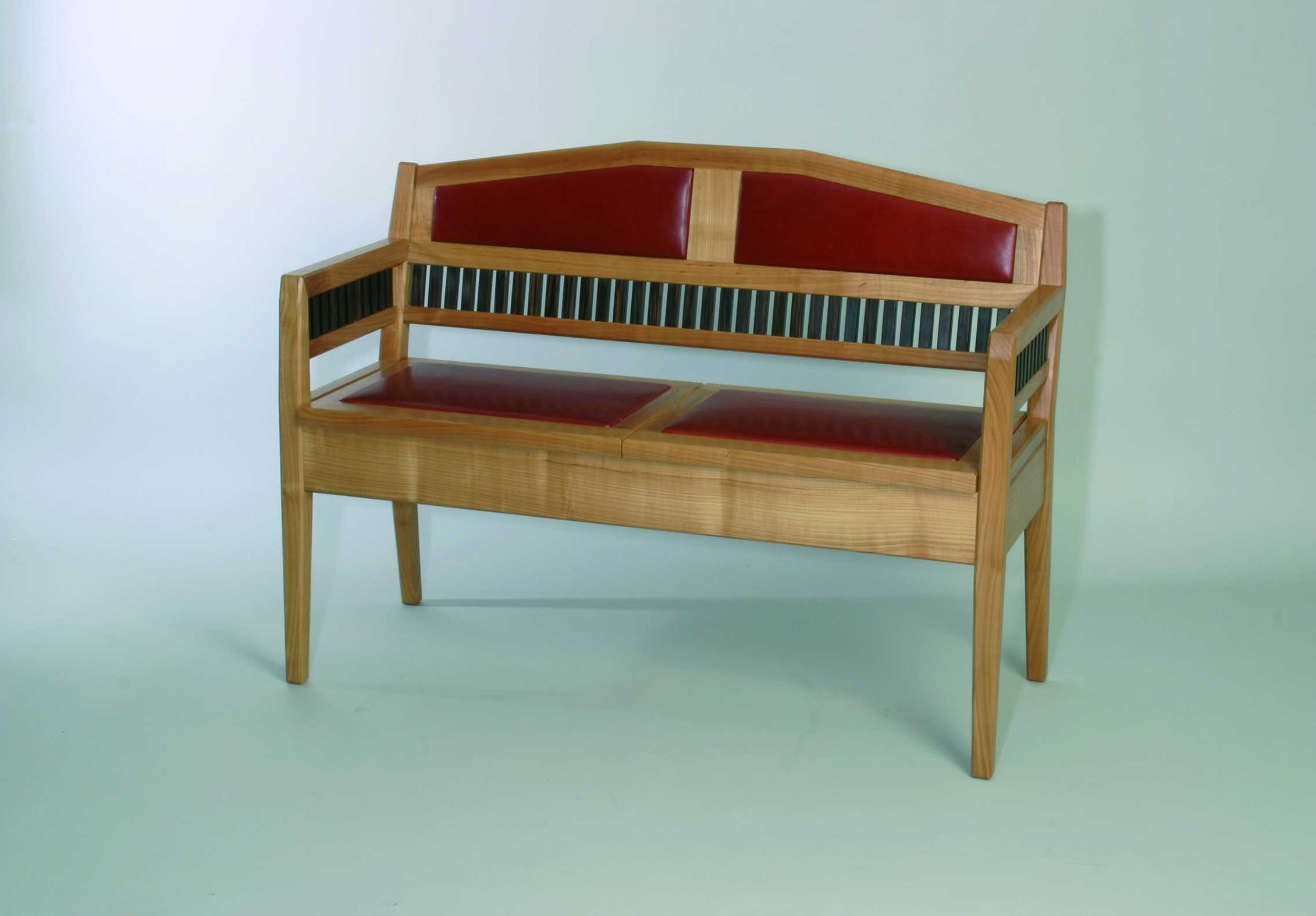
Sittbänk

En sittbänk är en avlång sittmöbel, ofta tillverkad i trä. I Europas bondesamhälle var sittbänkar vanliga, och användes också för att sova på.
Exempel är parkbänkar, ljugarbänkar och omklädningsrumsbänkar.